# Semana Lombarda
La Semana Lombarda (oficialmente: Settimana Ciclistica Lombarda) fue una carrera ciclista profesional por etapas que se disputaba en la región italiana de Lombardía, sobre todo a través de las carreteras de la provincia de Bérgamo.
La primera edición, organizada en 1970, estuvo impulsada por el actual director de la carrera, Gianni Sommariva. Hasta 1997 recibió el nombre de Settimana Ciclistica Bergamasca (Giro Ciclistico Bergamasco en su primera edición) en clara alusión a la provincia de Bérgamo pero posteriormente se renombró por Settimana Ciclistica Lombarda. Hasta 1989, fue una carrera amateur o no oficial aunque siguió abierta a amateurs durante muchos años. Desde la creación de los Circuitos Continentales UCI en 2005 forma parte del UCI Europe Tour, siendo los dos primeros años de categoría 2.2 (última categoría del profesionalismo) y posteriormente 2.1.
El líder de la clasificación general es depositario de un maillot amarillo y rojo para distinguirse, ante el público, del resto del pelotón. 
Entre los vencedores de la prueba podemos encontrar campeones de la talla de Lance Armstrong (como amateur), Pável Tonkov y Serhiy Honchar, corredores muy completos y auténticos especialistas en las más prestigiosas vueltas por etapas. 
En 2012 la carrera fue suspendida por motivos financieros.

## Palmarés
En amarillo: edición amateur.

En naranja: edición amistosa de exhibición no oficial (criterium).
| Año                             | Ganador                    | Segundo                    | Tercero                    |
| Giro Ciclistico Bergamasco      | Giro Ciclistico Bergamasco | Giro Ciclistico Bergamasco | Giro Ciclistico Bergamasco |
| ------------------------------- | -------------------------- | -------------------------- | -------------------------- |
| 1970                            | Giuliano Marcuzzi          | Aldo Epis                  | Gabriele Mirri             |
| Settimana Ciclistica Bergamasca |                            |                            |                            |
| 1971                            | Rudolf Labus               | Aloïs Holic                | Tiziano Giacomini          |
| 1972                            | Fausto Bertoglio           | Serge Parsani              | Enrico Camanini            |
| 1973                            | Jiri Mainus                | Claudio Bortolotto         | Fiorenzo Ballardin         |
| 1974                            | Stanisław Szozda           | Franky De Gendt            | Jadensz Mytnik             |
| 1975                            | Valerij Čaplygin           | Vittorio Algeri            | Walter Polini              |
| 1976                            | Vittorio Algeri            | Rinat Šarafulin            | Roberto Ceruti             |
| 1977                            | Janusz Bienek              | Orfeo Pizzoferrato         | Giuliano Biatta            |
| 1978                            | Alessandro Pozzi           | Tommy Prim                 | Francesco Masi             |
| 1979                            | Alberto Minetti            | Tommy Prim                 | Hinek Duracek              |
| 1980                            | Czesław Lang               | Piero Ghibaudo             | Alessandro Paganessi       |
| 1981                            | Giovanni Fedrigo           | Helmut Wechselberger       | Giovanni Testolin          |
| 1982                            | Vladimir Kazarek           | Jesper Worre               | Luigi Busacchini           |
| 1983                            | Andrzej Serediuk           | Thurlow Rogers             | Stefano Tomasini           |
| 1984                            | Flavio Guipponi            | Thurlow Rogers             | Mario Kummer               |
| 1985                            | Jurij Kaširin              | Viktor Klimov              | Bruno Bulic                |
| 1986                            | Zenon Jaskuła              | Ivan Romanov               | Luca Gelfi                 |
| 1987                            | Volodymyr Pulnikov         | Viktor Klimov              | Fabian Fuchs               |
| 1988                            | No se disputó              | No se disputó              | No se disputó              |
| Settimana Ciclistica Lombarda   |                            |                            |                            |
| 1989                            | Ivan Ivanov                | Volodymyr Pulnikov         | Dmitri Konyshev            |
| 1990                            | Nikolaj Golovatenko        | Walter Magnago             | Emanuele Bombini           |
| 1991                            | Lance Armstrong            | Fabio Bordonali            | Wladimir Belli             |
| 1992                            | Pavel Tonkov               | Viacheslav Dzhavanián      | Zbigniew Piątek            |
| 1993                            | Enrico Zaina               | Yevgeni Berzin             | Bruno Leali                |
| 1994                            | Wladimir Belli             | Giuseppe Guerini           | Pavel Tonkov               |
| 1995                            | Massimiliano Lelli         | Giuseppe Guerini           | Ruggero Borghi             |
| 1996                            | Pavel Tonkov               | Leonardo Piepoli           | Stefano Faustini           |
| 1997                            | Emanuele Lupi              | Luca Mazzanti              | Giuseppe Di Grande         |
| 1998                            | Pavel Tonkov               | Markus Zberg               | Enrico Zaina               |
| 1999                            | Raimondas Rumsas           | Nicola Miceli              | Enrico Zaina               |
| 2000                            | Serhiy Honchar             | Gilberto Simoni            | Didier Rous                |
| 2001                            | Serhiy Honchar             | Pascal Hervé               | Didier Rous                |
| 2002                            | Tadej Valjavec             | Michele Scarponi           | Kim Kirchen                |
| 2003                            | Julio Alberto Pérez Cuapio | Timothy Jones              | Steve Zampieri             |
| 2004                            | Michele Scarponi           | Timothy Jones              | Radoslav Romanik           |
| 2005                            | Riccardo Riccò             | Aleksandr Efimkin          | Marco Osella               |
| 2006                            | Robert Gesink              | Aleksandr Kuschynski       | Graziano Gasparre          |
| 2007                            | Aleksandr Efimkin          | Sylwester Szmyd            | Domenico Pozzovivo         |
| 2008                            | Danilo Di Luca             | Paolo Savoldelli           | Daniele Pietropolli        |
| 2009                            | Daniele Pietropolli        | Mauricio Soler             | Davide Rebellin            |
| 2010                            | Michele Scarponi           | Riccardo Riccò             | Przemysław Niemiec         |
| 2011                            | Thibaut Pinot              | Simone Stortoni            | Davide Rebellin            |
| 2012                            | No se disputó              | No se disputó              | No se disputó              |
| 2013                            | Patrik Sinkewitz           | Radoslav Rogina            | Francesco Bongiorno        |

## Palmarés por países
| País                    | Victorias |
| ----------------------- | --------- |
| Italia                  | 16        |
| Unión Soviética + Rusia | 9         |
| Polonia                 | 4         |
| República Checa         | 3         |
| Ucrania                 | 2         |
| Lituania                | 1         |
| Estados Unidos          | 1         |
| Eslovenia               | 1         |
| México                  | 1         |
| Países Bajos            | 1         |
| Francia                 | 1         |